# Joan Llabrés i Ramis
Joan Llabrés i Ramis (Llubí, Mallorca, 10 de gener de 1919 - Palma, 3 d'octubre de 1994) va ser un etnòleg, arqueòleg, professor i prevere balear.
El 1930, amb onze anys, ingressà a La Porciúncula. Vestí l'hàbit franciscà el 1934 i professà els primers vots el 1935. Va fer la professió solemne el 1941 al convent franciscà de la Porciúncula, on va estudiar Humanitats, Filosofia i Teologia. De jove estudià, també, pintura a Belles Arts. Fou rector i superior del Seminari de La Porciúncula des de l'any 1958 fins al 1964. A més d'exercir com a professor, des dels anys 1943 al 1976, es dedicà també a la direcció espiritual dels seminaristes. Des de l'any 1985 formà part de la Comissió d'Artesania de Balears de la Conselleria de Comerç i Indústria, com a assessor. El 1965 fundà el Museu Arqueològic, Etnològic i Numismàtic de la Porciúncula, del qual en fou el director i conservador fins gairebé la seva mort. Estudià l'arqueologia i l'artesania mallorquines, i també els antics oficis tradicionals de Mallorca.
El 1993 la Fundació Bryant li concedí el premi Lluís Amorós d'arqueologia per l'excavació arqueològica de Ca Na Vidriera (Palma).

## Publicacions[2]
- La necrópolis del primer bronce mallorquín de Ca Na Vidriera de Palma de Mallorca (1973)
- Una necrópolis rural de la ciudad romana de Pollentia: Mallorca (1975)
- Aportación al estudio de la cerámica común postmedieval de Mallorca (1976)
- La nave tardo-romana del Cap Blanc (Mallorca) (1976)
- Els llums en la història de Mallorca (1977)
- La cerámica popular en Mallorca. Aportación al estudio de la misma en los últimos cinco siglos (1977)
- Guía de la artesanía de Baleares (1982)
- Els nostres arts i oficis d'antany (1980-86, 7 vol.)
- Cultura popular mallorquina: aplec de pautes II (1989).